# 東風式防空坦克
四號「東風式」防空戰車（德語：Flakpanzer IV Ostwind）是第二次世界大戰後期德軍以四號坦克底盤研製出的自走防空砲，因此亦被叫作「東風式自走防空炮」，於1944年研製作為旋風式防空坦克的替代品。
東風式以拆去砲塔的四號戰車為底盤，換成開放式六角型炮塔，裝備了37毫米 Flak 43高射炮。除了本質作為防空武器外，其速射砲亦是一種對抗輕型戰車、裝甲車和小型防禦工事非常有效的武器。雖然頂部封閉式的設計可防止敵軍投入手榴彈，但由於該車在開火時會產生大量的濃煙，故採用開放式。東風式防空坦克的生產工作由杜伊斯堡的德意志鋼鐵生產局（Deutsche Eisenwerke）負責。
東風式防空坦克的主要改進了旋風式防空坦克不足的射程，也有技術稍微進步的裝甲砲塔，以及作為次要武器的MG34通用機槍。
德軍共約製造了45輛東風式防空坦克。
除了以四號戰車底盤為基礎的東風式防空坦克，在大戰末期也出現將東風式的砲塔搭載於修改後的III號戰車車體上，稱之為III號防空戰車。不過生產數量極少（一說為18輛）。
在東風式防空坦克的後續發展型方面，雖然有設計將武裝由單管3.7cm Flakzwilling43強化為縱列雙管的東風II式，不過僅止於計畫階段。

## 外部連結
- 戰車世界：四號「東風式」防空戰車規格（页面存档备份，存于）
- Achtung Panzer：四號「東風式」防空戰車條目 （页面存档备份，存于）